# Lacrimi de fată (film)
Lacrimi de fată (în engleză Cry-Baby) este un film din 1990 în regia lui John Waters avându-i printre protagoniști pe actorii Johnny Depp, Amy Locane sau Iggy Pop.
Este o comedie muzicală, semnată de un celebru regizor independent american, dar în același timp este și o poveste de dragoste pe muzică rock, o parodie a valorilor anilor `50 precum și un film scandalos a la Waters. În acest film se consemnează de asemenea și unul din primele roluri importante ale talentatului Johnny Depp.